# Ріккардо Дзандонаї
Ріккардо Дзандонаї (італ. Riccardo Zandonai; 28 травня 1883 — 5 червня 1944) — італійський композитор, автор багатьох опер, хорових та симфонічних творів.

## Біографія
Ріккардо Дзандонаї народився 28 травня 1883 р. в селищі Борго-Сакко поблизу Роверето, в тій частині Італії, яка до Першої світової війни входила до складу Австро-Угорщини.
1899 р. вступив до Музичного ліцею Пезаро, де пройшов повний трирічний курс, під керівництвом директора ліцею П'єтро Масканьї. Як випускну роботу з ліцею в 1902 р. Дзандонаї представив музику своєї першої опери — «Повернення Одіссея» (італ. Il ritorno di Odisseo), створеної на основі поеми Джованні Пасколі.
Основу творчості Дзандонаї склали його опери, з яких найбільшу славу принесли дві: «Кончіта» (1911, за мотивами роману П'єра Луїса «Жінка та паяц»), що була поставлена в Мілані й обійшла безліч сцен, як в Європі, так і в Америці; й «Франческа да Ріміні» (1914, на основі поеми Габріеле д'Аннунціо), вперше поставлена в Театро Реджіо в Туріні й до нашого часу залишається в світовому оперному репертуарі.
Окрім опер, Ріккардо Дзандонаї написав низку церковних хорів, а також Романтичний концерт для скрипки з оркестром (перше виконання  в 1921 р. Ремі Прінчипе).
1939 р. очолив Музичний ліцей в Пезаро, перетворивши його в консерваторію. У роки роботи в Пезаро він багато займався відродженням творчої спадщини Джоаккіно Россіні.

## Твори
- Опери
  - «Il grillo del focolare» (1908)
  - «Conchita» (1911)
  - «Melenis» (1912)
  - «Francesca da Rimini» (1914)
  - «La via della finestra» (1919)
  - «Giulietta e Romeo» (1922)
  - «Giuliano» (1928)
  - «Una partita» (1933)
  - «La farsa amorosa» (1933)
  - «Il bacio» (1954)

- Духовні твори
  - Te Deum (1906)
  - Two samplers of Melodie per canto e piano (1907, 1913)
  - O Padre nostro che nei cieli stai (1912)
  - Messa da Requiem (1914)
  - Missa pro defunctis
  - «Quadri di Segantini» (1931)